# Выборы главы городского округа «Город Якутск» (2018)
Досрочные выборы главы городского округа «Город Якутск» состоялись в городском округе «Город Якутск» 9 сентября 2018 года в единый день голосования. Срок полномочий избранного мэра — 5 лет.. Принять участие в выборах могли 186 825 избирателя. Для избрания кандидату необходимо было набрать относительное большинство голосов.

## Ключевые даты
- 18 июня 2018 года Якутская городская дума назначила выборы на 9 сентября 2018 года — единый день голосования.
- 8 сентября — день тишины.
- 9 сентября — день голосования.

## Выдвинутые кандидаты
Городская избирательная комиссия приняла документы у двенадцати человек. Зарегистрированы избиркомом были 9 кандидатов.
| Выдвинутые кандидаты              | Выдвинутые кандидаты | Выдвинутые кандидаты        | Выдвинутые кандидаты                    | Выдвинутые кандидаты                | Выдвинутые кандидаты |
| Кандидат                          | Деятельность/должность (на момент выдвижения) | Субъект выдвижения          | Статус                                  | Дата подачи документов о выдвижении | Дата регистрации     |
| --------------------------------- | --- | --------------------------- | --------------------------------------- | ----------------------------------- | -------------------- |
| Сардана Владимировна Авксентьева  | директор ПКК «Аэроторгсервис» АО «Аэропорт Якутск» | «Партия возрождения России» | зарегистрирована                        | —                                   | —                    |
| Сергей Васильевич Асютин          | индивидуальный предприниматель | «Партия ветеранов России»   | зарегистрирован                         | —                                   | —                    |
| Афанасий Алексеев                 | предприниматель | «Родина»                    | снялся с выборов                        | —                                   | —                    |
| Олег Леонидович Желнин            | генеральный директор ООО «Точка Взаимодействия» | самовыдвижение              | отказано в регистрации                  | —                                   | —                    |
| Микаэл Сергеевич Заболотный       | генеральный директор ООО ТРК «Алмаз» | «Партия Роста»              | зарегистрирован                         | —                                   | —                    |
| Иван Юрьевич Комаров              | директор ООО «ДВ-Спецтехника» | «Гражданская платформа»     | зарегистрирован                         | —                                   | —                    |
| Михаил Михайлович Лукин           | ведущий специалист (юрист) отдела по развитию приносящей доход деятельности ГБУ РС(Я) «Республиканская больница № 2 — Центр экстренной медицинской помощи» | самовыдвижение              | утративший статус выдвинутого кандидата | —                                   | —                    |
| Игорь Михайлович Любарский        | индивидуальный предприниматель | «Патриоты России»           | зарегистрирован                         | —                                   | —                    |
| Степан Владимирович Подаруев      | заместитель генерального директора ООО «ЭНЕРГЕТИЧЕСКАЯ СТРОИТЕЛЬНАЯ КОМПАНИЯ»                                                                              | «ЧЕСТНО»                    | зарегистрирован                         | —                                   | —                    |
| Александр Александрович Саввивнов | председатель Якутской городской думы | «Единая Россия»             | зарегистрирован                         | —                                   | —                    |
| Иван Валентинович Степанов        | индивидуальный предприниматель | «Справедливая Россия»       | зарегистрирован                         | —                                   | —                    |
| Владислав Эдуардович Теппор       | директор ИП Иванова Елена Викторовна | ЛДПР                        | зарегистрирован                         | 28 июня                             | —                    |
| Владимир Юрьевич Федоров          | директор по развитию ООО «Виктория-Инвест», депутат Государственного Собрания Республики Саха                                                              | «Родина»                    | партия отозвала кандидатуру             | —                                   | —                    |

## Результаты
| Место                       | Место                       | Кандидат                    | Партия                      | Голосов | %       |
| --------------------------- | --------------------------- | --------------------------- | --------------------------- | ------- | ------- |
|                             | 1.                          | Сардана Авксентьева         | Партия возрождения России   | 32 911  | 39,98 % |
|                             | 2.                          | Александр Саввинов          | Единая Россия               | 26 096  | 31,70 % |
|                             | 3.                          | Микаэл Заболотный           | Партия Роста                | 6056    | 7,36 %  |
|                             | 4.                          | Иван Степанов               | Справедливая Россия         | 6015    | 7,31 %  |
|                             | 5.                          | Владислав Теппор            | ЛДПР                        | 3362    | 4,08 %  |
|                             | 6.                          | Сергей Асютин               | Партия ветеранов России     | 1850    | 2,25 %  |
|                             | 7.                          | Игорь Любарский             | Патриоты России             | 1078    | 1,31 %  |
|                             | 8.                          | Иван Комаров                | Гражданская платформа       | 1025    | 1,25 %  |
|                             | 9.                          | Степан Подаруев             | ЧЕСТНО                      | 640     | 0,78 %  |
| Действительных бюллетеней   | Действительных бюллетеней   | Действительных бюллетеней   | Действительных бюллетеней   | 79 033  | 96,01 % |
| Недействительных бюллетеней | Недействительных бюллетеней | Недействительных бюллетеней | Недействительных бюллетеней | 3282    | 3,99 %  |
| Всего                       | Всего                       | Всего                       | Всего                       | 82 315  | 100 %   |
|                             |                             |                             |                             |         |         |
| Явка                        | Явка                        | Явка                        | Явка                        | 82 315  | 44,06 % |
| Общее число избирателей     | Общее число избирателей     | Общее число избирателей     | Общее число избирателей     | 186 825 |         |

### Оценки
Председатель ЦИК Элла Памфилова охарактеризовала победу Авксентьевой как "сюрприз".